# Simard (motorfiets)
Simard is een historisch merk van scooters.
De bedrijfsnaam was L. Simard & Fils, Vitton, Lyon (1951-1954).
Simard was een Franse firma die op Lambretta lijkende scooters met 174 cc Ydral-tweetaktmotoren maakte.